# Kelemen László (informatikus)
Kelemen László (1961. –) magyar orvos, informatikus, újságíró, fordító.
Szaktárgyú írásai 1999-2001 között a Számítástechnikában, 2004-2009 között az IT-Business/IT-Securityben, illetve a Medical Tribune-ben jelentek meg.
2007-ben elnyerte Az év informatikai biztonsági újságírója címet.

## Főbb fordításai
- Richard Dawkins: A csoda bűvöletében
- William Davis: Búza nélkül
- Jane Hawking: Utazás a végtelenbe - A mindenség elmélete
- Jenny Sutcliffe: Hátfájósok kézikönyve
- Robert M. Edsel: Műkincsvadászok
- Adam Bornstein - John Romaniello: Man 2.0
- Lawrence J. Cohen - Anthony T. Debenedet: Hancúrozni jó!
- Siddharta Mukherjee: Betegségek betegsége
- Arnold Schwarzenegger: Emlékmás - Életem hihetetlen, de igaz története
- Máté Gábor (kanadai szerző): A sóvárgás démona -  Ismerd meg a függőségeidet!
- Richard Dawkins: A valóság varázsa - Válaszok az univerzum nagy kérdéseire
- Jane Goodall: Nálatok vannak még állatok? - Igaz történetek az állatok megmentéséről
- Michael Pollan: Életadó ételeink: túlélőkönyv fogyasztóknak
- Richard Dawkins: A legnagyobb mutatvány - Az evolúció bizonyítékai
- Ayaan Hirsi Ali: A hitetlen
- Frederik Pohl: A hícsík nyomában - Utazás az átjáró körül
- Harry Kemelman: A rabbi szombaton megéhezett
- Nick Sagan: Idlewild
- Patricia Highsmith: Mélyvíz
- Dean R. Koontz: Idegen emlékek